# Émilie Simon (album)
Albums de Émilie Simon
La Marche de l’empereur
(2005)
Émilie Simon est le premier album d’Émilie Simon, sorti en février 2003. Il remporta la récompense d’« Album de musiques électroniques, groove, dance de l’année » aux Victoires de la musique de 2004.

## Liste des titres

### Édition originale
1. Désert
2. Lise
3. Secret
4. Il pleut
5. I Wanna Be Your Dog, une reprise des Stooges
6. To the Dancers in the Rain
7. Dernier lit
8. Graines d’étoiles, en duo avec Perry Blake
9. Flowers
10. Vu d’ici
11. Blue Light
12. Chanson de toile

### Édition limitée
L'édition limitée contient deux CD. Le premier reprend les titres de l'édition originale.
- CD 1 :
  1. Désert
  2. Lise
  3. Secret
  4. Il pleut
  5. I Wanna Be Your Dog
  6. To the Dancers in the Rain
  7. Dernier lit
  8. Graines d’étoiles
  9. Flowers
  10. Vu d’ici
  11. Blue Light
  12. Chanson de toile

- CD 2 :
  1. Desert (version anglaise)
  2. Solène (Bonus track)
  3. Femme Fatale, une reprise du Velvet Underground (avec Tim Keegan)
  4. Desert (Avril Puzzle Mix)

### Édition limitée — Noël 2003
- CD 1 :
  1. Désert
  2. Lise
  3. Secret
  4. Il pleut
  5. I Wanna Be Your Dog
  6. To the Dancers in the Rain
  7. Dernier lit
  8. Graines d’étoiles
  9. Flowers
  10. Vu d’ici
  11. Blue Light
  12. Chanson de toile

- CD 2 :
  1. Desert (live)
  2. Solène (live)

## Maxis
Trois maxis ont été édités à partir de certains titres de l’album.

### Desert
Desert est sorti en 2003 :
1. Desert (Version anglaise)
2. Desert (Avril Puzzle Mix)
3. Desert (Leila Mix)
4. Désert (Version française)
5. Désert (Thievery Corporation Mix)

### Flowers
Flowers est sorti en 2003 :
1. Flowers (Version originale)
2. Flowers never die (les fleurs ne meurent jamais) - Fred Pallem & Jean-Marc Pelatan Mix
3. Graines d'étoiles (JeanJean Mix)
4. Flowers (Version live acoustique)
5. Flowers (Lo-Fi Flowers par Dionysos)
6. Flowers (A Flower Mix par David Trescos)
7. Nous voulions des fleurs (A Flower Mix par David Trescos)

### Desert(édition américaine)
Cette version de Desert est une édition américaine sortie en 2006 du maxi de 2003 :
1. Desert (Version anglaise)
2. Desert (Avril Puzzle Mix)
3. Desert (Leila Mix)
4. Désert (Version française)
5. Désert (Thievery Corporation Mix)